# قانون الحقوق المدنية لعام 1875
قانون الحقوق المدنية لعام 1875 (بالإنجليزية: Civil Rights Act of 1875) ويسمى أحيانًا قانون الإنفاذ (بالإنجليزية: Enforcement Act) أو قانون القوة (بالإنجليزية: Force Act)، وهو قانون اتحادي في الولايات المتحدة صدر في عصر إعادة الإعمار ردًا على انتهاكات الحقوق المدنية ضد الأمريكيين الأفارقة. وقد أقرّ كونغرس الولايات المتحدة الثالث والأربعين مشروع القانون ثم وقَّع عليه رئيس الولايات المتحدة يوليسيس جرانت في 1 مارس من عام 1875. يهدف القانون إلى «حماية جميع المواطنين في حقوقهم المدنية والقانونية» وينصّ على تطبيق المساواة في المعاملة في أماكن الإقامة العامة والنقل العام ويحظر الاستبعاد من الخدمة في هيئة المحلفين. تمت صياغة القانون في الأصل من قِبَل السيناتور تشارلز سومنر في عام 1870، لكن لم يتم إقراره إلا بعد وقت قصير من وفاة سومنر، أي في عام 1875. لم يتم إنفاذ القانون بفعالية مطلقة، وهذا يعود بشكل جزئي إلى أن الرئيس جرانت فضَّل اتخاذ تدابير مختلفة لمساعدته على قمع ممارسات العنف المتعلق بالانتخابات ضد السُّود والجمهوريين في الولايات الجنوبية.
انتهى عصر إعادة الإعمار بحلّ الانتخابات الرئاسية لعام 1876، وأصبح قانون الحقوق المدنية لعام 1875 آخر قانون اتحادي للحقوق المدنية يتم إقراره وذلك حتى صدور قانون الحقوق المدنية لعام 1957. في عام 1883، أقرَّت المحكمة العليا في قضايا الحقوق المدنية بأن أقسام الإقامة العامة في القانون غير دستورية، وبيّنت أن الكونغرس لا يتمتع بأي سيطرة على الأشخاص أو الشركات الخاصة بموجب بند الحماية المتساوية. أُعيد اعتماد أجزاء من قانون الحقوق المدنية لعام 1875 في وقت لاحق ضمن قانون الحقوق المدنية لعام 1964 وقانون الحقوق المدنية لعام 1968، وكلاهما ذكر شرط التجارة كمصدر لسلطة الكونغرس لتنظيم الجهات الفاعلة الخاصة.

## التاريخ التشريعي
أُعدّ مشروع القانون في وقت مبكر من عام 1870 من قِبَل عضو مجلس الشيوخ الأمريكي تشارلز سومنر، وهو جمهوري راديكالي وعضو مهيمن في مجلس الشيوخ، بمساعدة جون ميرسر لانغستون، وهو أمريكي من أصل أفريقي بارز أنشأ قسم القانون في جامعة هوارد. اقترح مشروع القانون هذا السيناتور سومنر وشارك معه أيضًا بنجامين باتلر، وكلاهما جمهوريان من ماساتشوستس، في الكونغرس الحادي والأربعين للولايات المتحدة في عام 1870. ألغى الكونغرس دمج المدارس العامة التي كان قد شملها سومنر. ثم صدر القانون من قِبَل الكونغرس الثالث والأربعين في فبراير من عام 1875 باعتباره نصبًا تذكاريًا لتكريم سومنر، الذي توفي آنذاك. تم التوقيع على مشروع القانون ليصبح قانونًا فعليًا من قِبَل رئيس الولايات المتحدة يوليسيس جرانت في 1 مارس من عام 1875.

## إنفاذ القانون
أراد الرئيس جرانت قانونًا مختلفًا تمامًا لمساعدته على قمع أعمال العنف المتعلقة بالانتخابات ضد السُّود والجمهوريين في الجنوب. ولم يعطه الكونغرس ذلك أبدًا، بل أقرّ بدلًا من ذلك قانونًا متعلقًا بالمساواة في الحقوق في السّكن العام باعتباره نصبًا تذكاريًا لعدو جرانت الأكثر مرارة، السيناتور الراحل تشارلز سومنر. لم يقول المؤرخ جون هوب فرانكلين أن الرئيس جرانت لم يعلّق على قانون 1875، ولم يفعل شيئًا لقمعه. يكمل فرانكلين بقوله أن وزارة العدل قد تجاهلته تمامًا ولم ترسل نسخًا منه إلى محاميّ الولايات المتحدة، في حين وصفه العديد من القضاة الاتحاديين بأنه غير دستوري قبل أن ترفضه المحكمة العليا. يخلّص فرانكلين إلى أنه فيما يتعلق بإدارتي جرانت وهايز، «لم يتم إنفاذ قانون الحقوق المدنية فعليًا على الإطلاق». عارض الرأي العام هذه القضية، إلى جانب دعم مجتمع السُّود. يرى المؤرخ ريفورد لوغان، بعد قرائته لعناوين بعض الصحف، أن الصحافة كانت معارضة تمامًا لكل ذلك.